# Peter de Cruz
Peter de Cruz, né le 4 janvier 1990 à Londres, est un curleur suisse.

## Carrière
Il remporte aux Jeux olympiques d'hiver de 2018 la médaille de bronze du tournoi masculin de curling.
Il est également médaillé de bronze au Championnat du monde de curling masculin 2014 et au Championnat du monde de curling masculin 2017.
Au niveau continental, il obtient aux Championnats d'Europe de curling l'argent en 2015 et le bronze en 2016 et 2017.